# Крёльпа
Крёльпа (нем. Krölpa) — община в Германии, в земле Тюрингия. 
Входит в состав района Заале-Орла.  Население составляет 2955 человек (на 31 декабря 2010 года). Занимает площадь 42,23 км².
Коммуна подразделяется на 10 сельских округов.